# Planèze
Pour les articles homonymes, voir Planèze (homonymie).

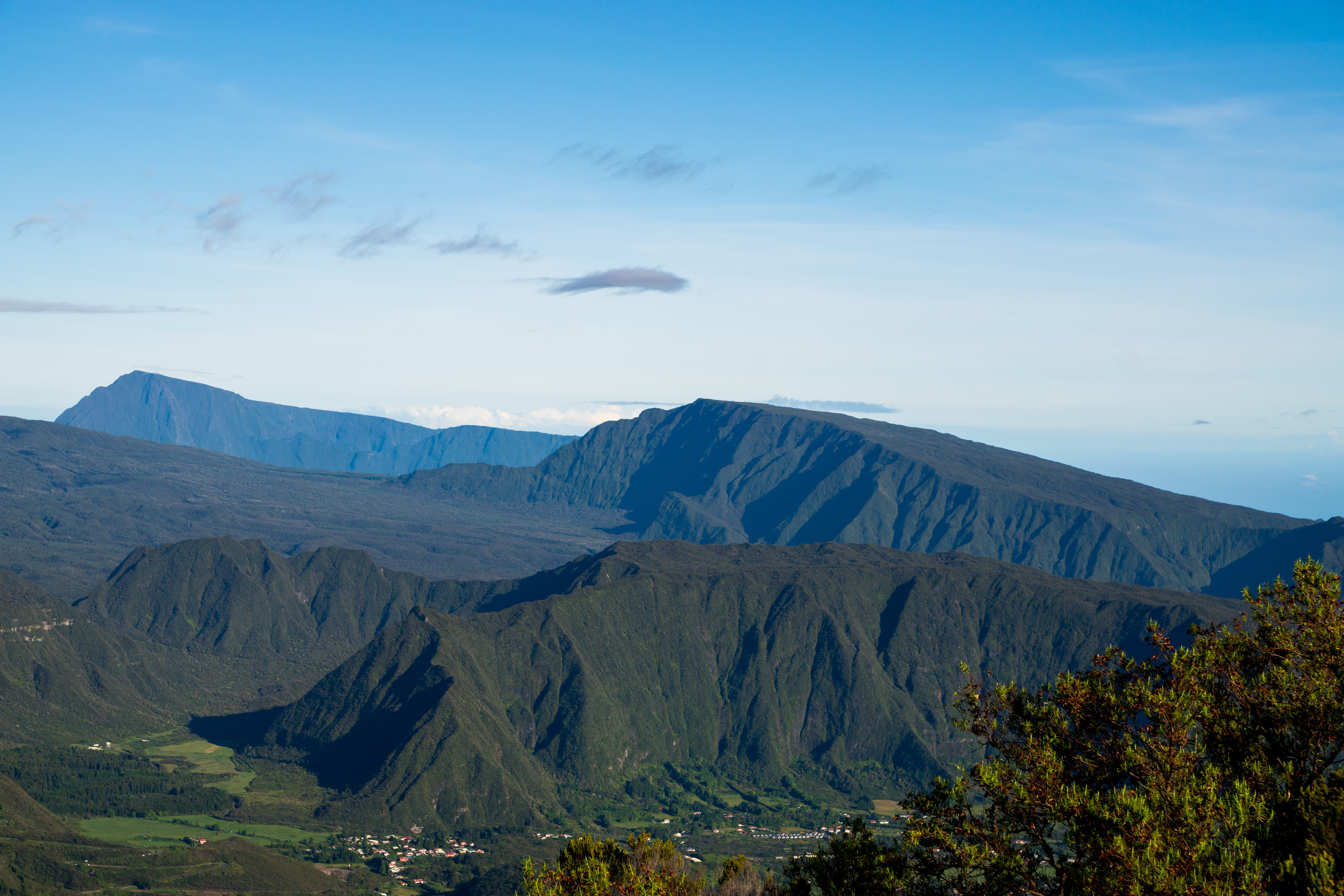
Vue de trois planèzes du massif du Piton des Neiges à La Réunion : l'îlet Patience (premier plan), le Mazerin (second plan) et la roche Écrite (dernier plan à gauche).

Une planèze (du latin planitia « surface plane », dérivé de planus, « plan ») est un plateau de basalte volcanique limité par des vallées convergentes. Entre les vallées rayonnantes, les coulées forment des plateaux qui offrent un plan de dessin triangulaire, un des sommets du triangle étant dirigé vers le centre de l'édifice. On parle de « stade des planèzes » pour exprimer le degré de dissection de ces plateaux de laves anciennes.
Dans le massif du Cantal, on trouve plusieurs exemples de ce type de formation :
- La planèze de Saint-Flour, qui a donné son nom à ce type de formation géologique, commence presque au Plomb du Cantal. Elle couvre environ 400 km2, ce qui en fait la plus vaste des planèzes françaises. Elle comporte deux sommets isolés que l'on voit à main droite sur la route allant de Saint-Flour aux Ternes : le puech de Frayssinet (1 048 mètres) avec une ancienne chapelle castrale, et les deux buttes de Tanavelle (1 051 mètres et 1 092 mètres), dont l'une porte un bourg[1].
- Le plateau du Limon, situé entre les vallées de la Santoire et de la Petite Rhue près de Dienne.
- La planèze de Salers, située entre les vallées de la Maronne et du Mars.
- La planèze de Chalinargues, située entre les vallées de la Santoire et de l'Alagnon.
- La planèze de Pierrefort, située entre les vallées du Brezons et de l'Epi.
- La planèze de Lacapelle-Barrès, située entre les vallées du Brezons et du Goul.
- Les planèzes de Guadeloupe, qui portent des bananeraies.